# Ulvshale Skov
 Denne artikel bør gennemlæses af en person med fagkendskab for at sikre den faglige korrekthed.

Ulvshale Skov er en  naturskov på halvøen Ulvshale på Møn. Den har et areal på  ca. 130 ha, hvoraf
Naturstyrelsen ejer og forvalter de ca. 109 ha. Det meste er fredet fredet; den ældste fredning var  allerede i 1929. Ulvshale Skov er også en del af Natura 2000 -område nr. 168 Havet og kysten mellem Præstø Fjord og Grønsund, og en del af den bliver oprettet som Naturnationalpark Ulvshale Skov. Den vestlige del er domineret af skovfyr.

## Urørt skov
En del af den østlige del af skoven er udlagt som urørt skov (skovudviklingstype 94), selvom der også bliver afgræsset i de områder der er udlagt til græsningsskov. I skovens vestlige del er der omkring 15 hektar græsningsskov. Dette område vil blive udvidet til 45 hektar, og gøres samtidig med at der ryddes og tyndes mindre områder af skoven, for at understøtte Natura 2000 naturtyperne i området.
Det er en varieret løvskov med især eg, avnbøg, bøg og skovfyr og sjælnde arter  som tarmvridrøn og
vintereg. Skoven har Danmarks største bestand af småbladet lind. Der findes også truede arter som grøngul pastelporesvamp og brungrøn bægerlav